# دانیل استیل
دانیل فرنانده دومینیک شولین-استیل (به انگلیسی: Danielle Fernande Dominique Schuelein-Steel) یک نویسندهٔ امریکایی است. او در ۱۴ اوت ۱۹۴۷ میلادی در شهر نیویورک در ایالات متحده آمریکا به دنیا آمد. استیل گاهی بر روی پنج پروژه از رمان‌هایش به صورت همزمان کار می‌کرد و بیشتر رمان‌های او پرفروش بوده‌است، فرمول او در داستان‌نویسی اغلب، شامل خانواده‌های ثروتمند رو به یک بحران است، در عین حال شگردها و چرخه‌های متناوب دیگری در آثارش مشهود است؛ از جمله تهدید توسط عناصر تاریکی مانند زندان، تقلب، باجخواهی و خودکشی. استیل همچنین مجموعه آثاری در زمینهٔ داستان کودکان و شعر دارد. کتاب‌های او به ۲۸ زبان ترجمه شده که تاکنون از ۲۲ جلد آنها اقتباس سینمایی یا تلویزیونی تهیه شده و دو اقتباس از کتاب‌هایش برندهٔ جایزه گلدن گلوب شده‌اند.

## افتخارات
- دانیل استیل بیش از ۱۴۰ رمان نوشته‌است.
- کتاب‌های او بیش از ۸۰۰ میلیون نسخه فروش داشته‌است.
- او توانسته رکورد «بیشترین تعداد هفته ماندن یک کتاب در فهرست کتاب‌های پرفروش مجله نیویورکر» را در کتاب رکوردهای گینس ثبت کند.
- استیل در سال‌های ۲۰۲۲ و ۲۰۲۳ هم با ۱۴ رمان، جز فعال‌ترین نویسندگان آمریکایی شناخته شده‌ است.

## کتابشناسی
- دلبر(۱۳۹۸)- مترجم: پرهام دارابی. انتشارات پرسمان
- دختری با چشم‌های آبی(۱۳۹۷)- مترجم: پرهام دارابی. انتشارات پرسمان
- الآن وقتشه (۱۳۹۷)- مترجم: پرهام دارابی. انتشارات پرسمان
- بازی قدرت(۱۳۹۶)- مترجم: پرهام دارابی- انتشارات پرسمان
- جادو(۱۳۹۶). نشر آناپنا. مترجم: زینب محمدنژاد
- پیمان عشق
- حالا و همیشه
- پیمان
- لحظه‌های طلایی
- فصل اشتیاق
- پایان تابستان
- انگشتر
- پالومینو
- عشق دوباره
- گذرگاه
- یک غریبه کامل
- خانه ترستون
- دایره کامل
- آلبوم خانوادگی[۱]
- زویا
- پدر
- تپه عشق
- جواهرات
- هدیه
- روح
- راه دراز خانه
- من و کلون
- دان عزیز
- خانه خیابان امید
- سفر
- کلبه
- گمشده
- دومین شانس
- باج
- دوخواهر
- بندر امن
- بازتاب

تصویری در آینه
سرگشته عشق
عدالت کور
| سال   | عنوان                                                       |
| ----- | ----------------------------------------------------------- |
| ۱۹۷۳  | Going Home (Steel novel)                                    |
| ۱۹۷۷  | Passion's Promise (US) / Golden Moments (UK)                |
| ۱۹۷۸  | Now and Forever                                             |
| 1978p | The Promise                                                 |
| ۱۹۷۹  | Season of Passion                                           |
| ۱۹۷۹  | Summer's End                                                |
| ۱۹۸۰  | The Ring                                                    |
| ۱۹۸۱  | Palomino                                                    |
| ۱۹۸۱  | To Love Again                                               |
| ۱۹۸۱  | Remembrance                                                 |
| ۱۹۸۱  | Loving                                                      |
| ۱۹۸۲  | Once in a Lifetime                                          |
| ۱۹۸۲  | Crossings                                                   |
| ۱۹۸۳  | یک غریبه کامل (رمان)                                        |
| ۱۹۸۳  | Thurston House                                              |
| ۱۹۸۳  | Changes                                                     |
| ۱۹۸۴  | Full Circle*                                                |
| ۱۹۸۵  | Family Album*                                               |
| ۱۹۸۵  | Secrets                                                     |
| ۱۹۸۶  | Wanderlust*                                                 |
| ۱۹۸۷  | Fine Things*                                                |
| ۱۹۸۷  | Kaleidoscope*                                               |
| ۱۹۸۸  | Zoya*                                                       |
| ۱۹۸۹  | Star*                                                       |
| ۱۹۸۹  | Daddy*                                                      |
| ۱۹۹۰  | Message From Nam                                            |
| ۱۹۹۱  | Heartbeat*                                                  |
| ۱۹۹۱  | No Greater Love                                             |
| ۱۹۹۲  | Jewels*                                                     |
| ۱۹۹۲  | Mixed Blessings*                                            |
| ۱۹۹۳  | Vanished                                                    |
| ۱۹۹۴  | Accident*                                                   |
| ۱۹۹۴  | The Gift*                                                   |
| ۱۹۹۴  | Wings                                                       |
| ۱۹۹۵  | Lightning                                                   |
| ۱۹۹۵  | Five Days In Paris*                                         |
| ۱۹۹۶  | Malice                                                      |
| ۱۹۹۶  | Silent Honor*                                               |
| ۱۹۹۷  | The Ranch                                                   |
| ۱۹۹۷  | Special Delivery*                                           |
| ۱۹۹۷  | The Ghost*                                                  |
| ۱۹۹۸  | The Long Road Home*                                         |
| ۱۹۹۸  | The Klone and I*                                            |
| ۱۹۹۸  | نور درخشان او                                               |
| ۱۹۹۸  | Mirror Image                                                |
| ۱۹۹۹  | Bittersweet*                                                |
| ۱۹۹۹  | Granny Dan                                                  |
| ۱۹۹۹  | Irresistible Forces                                         |
| ۲۰۰۰  | The Wedding*                                                |
| ۲۰۰۰  | The House On Hope Street*                                   |
| ۲۰۰۰  | Journey                                                     |
| ۲۰۰۱  | Lone Eagle                                                  |
| ۲۰۰۱  | Leap Of Faith*                                              |
| ۲۰۰۱  | The Kiss*                                                   |
| ۲۰۰۲  | The Cottage                                                 |
| ۲۰۰۲  | Sunset in St. Tropez (novel)                                |
| ۲۰۰۲  | Answered Prayers*                                           |
| ۲۰۰۳  | Dating Game                                                 |
| ۲۰۰۳  | Johnny Angel*                                               |
| ۲۰۰۳  | Safe Harbour                                                |
| ۲۰۰۴  | Ransom                                                      |
| ۲۰۰۴  | Second Chance                                               |
| ۲۰۰۴  | Echoes                                                      |
| ۲۰۰۵  | Impossible                                                  |
| ۲۰۰۵  | Miracle                                                     |
| ۲۰۰۵  | Toxic Bachelors                                             |
| ۲۰۰۶  | The House*                                                  |
| ۲۰۰۶  | Coming Out                                                  |
| ۲۰۰۶  | H.R.H.                                                      |
| ۲۰۰۷  | Sisters                                                     |
| ۲۰۰۷  | Bungalow 2                                                  |
| ۲۰۰۷  | Amazing Grace                                               |
| ۲۰۰۸  | Honor Thyself                                               |
| ۲۰۰۸  | Rogue                                                       |
| ۲۰۰۸  | A Good Woman                                                |
| ۲۰۰۹  | One Day at a Time                                           |
| ۲۰۰۹  | Matters Of The Heart                                        |
| ۲۰۰۹  | Southern Lights                                             |
| ۲۰۱۰  | Big Girl                                                    |
| ۲۰۱۰  | Family Ties                                                 |
| ۲۰۱۰  | Legacy                                                      |
| ۲۰۱۱  | 44 Charles Street                                           |
| ۲۰۱۱  | Happy Birthday                                              |
| ۲۰۱۱  | Hotel Vendome                                               |
| ۲۰۱۲  | Betrayal                                                    |
| ۲۰۱۲  | Friends Forever                                             |
| ۲۰۱۲  | The Sins of the Mother                                      |
| ۲۰۱۲  | A Gift of Hope                                              |
| ۲۰۱۳  | Until the End of Time*                                      |
| ۲۰۱۳  | First Sight                                                 |
| ۲۰۱۳  | Winners                                                     |
| ۲۰۱۴  | Power Play -بازی قدرت (ترجمه پرهام دارابی، نشر پرسمان ۱۳۹۶) |
| ۲۰۱۴  | A Perfect Life                                              |